# Malacopterus tenellus
Malacopterus tenellus là một loài bọ cánh cứng trong họ Cerambycidae.